# Tier Mobility
Dott est une entreprise de location de trottinettes électriques, vélos électriques et scooters électriques, en libre-service, basée à Berlin et créée en 2018 par trois entrepreneurs. Depuis 2018, Tier Mobility a déployé plus de 250 000 trottinettes actives dans 410 villes et plus de 20 pays.
L'entreprise fusionne en 2024 avec son concurrent Dott, la marque Tier disparaissant progressivement jusqu'à début 2025.

## Histoire
L'entreprise Tier Mobility est une société fondée en 2018 à Berlin par trois entrepreneurs. Elle revendique une flotte de plus 50 000 trottinettes actives dans près de 80 villes européennes, dont 35 en Allemagne.
En février 2020, Tier rachète la flotte de scooters électriques de Coup, filiale de Bosch, qui cesse ses activités en novembre 2019.
En janvier 2024, Dott et Tier annoncent leur intention de fusionner leurs activités dans un nouvel ensemble détenu à 70 % par les actionnaires de Tier et à 30 % par ceux de Dott.
Dans la pratique seule la marque Dott est conservée : le matériel Tier reçoit les logos Dott à la place et l'application du premier incite l'usager à utiliser celle de l'autre avec pour but de finaliser la bascule d'ici 2025,.

### Financement
Au total, depuis sa fondation en 2018, Tier Mobility a levé plus de 381 millions de dollars. Ce montant lui permet de poursuivre son expansion en Europe.

### Implantations
En 2021 Tier est présent dans 17 pays et 160 villes, principalement en Europe.
En 2022 Tier est présent dans plus de 20 pays et 500 villes, principalement en Europe et aux États-Unis.

#### Royaume-Uni
Bien que la ville de Londres ait interdit l'utilisation des trottinettes électriques en libre-service, en novembre 2020, la crise du Covid-19 a incité la ville à lancer un appel d'offres pour offrir aux Londoniens une alternative à leurs modes de déplacement classiques. TIER, Lime et Dott remportent l'appel d'offres et disposent d'une période d'essai d'un an.

#### France
En France, l'entreprise est présente à Paris, Lyon, Grenoble, Bordeaux, Roubaix et dans la communauté d'agglomération de Saint-Quentin-en-Yvelines,,,, Saint Cyr l'Ecole, les Clayes-sous-Bois, Roissy-en-Brie, Le Perray-en-Yvelines, Viry Chatillon, Auffargis. À Paris, TIER est avec Lime et Dott, un des trois opérateurs à pouvoir proposer des trottinettes en libre-service, pendant deux ans. La flotte de TIER compte 5 000 appareils depuis mai 2021.
Le 2 avril 2023, la mairie de Paris organisait une consultation citoyenne appelant les électeurs parisiens à voter pour ou contre les trottinettes en libre-service dans la ville. Si le taux de participation n'excédait pas 7,5 %, ce sont tout de même 89,03 % des votants qui se sont prononcés contre. Faisant suite aux résultats de la consultation, la maire de la ville, Anne Hidalgo, s'est engagée à ne pas renouveler les contrats des trois opérateurs de trottinettes en libre-service dont Tier fait partie. Ainsi, dès le 1er septembre 2023, Paris devrait devenir la première capitale européenne à interdire ces deux-roues électriques.

## Fonctionnement
Pour emprunter une trottinette, il faut réserver celle-ci à l’aide de l’application mobile TIER, qui indique aux usagers où se trouve la trottinette la plus proche.
D'un point de vue technique, les trottinettes sont bridées à 25 km/h et pèsent 30kg. Elles disposent en moyenne d'une autonomie de 50 km. Chaque trottinette est dotée d'un frein avant moteur, d'un frein arrière tambour et de doubles suspensions. Le guidon intègre une sonnette. Des feux avant et arrière ainsi qu'un support pour poser un portable viennent compléter l'équipement des trottinettes[réf. nécessaire].
L'entreprise a fait le choix de ne laisser aucun câble apparent afin d'éviter les manipulations et le vandalisme. Une fois stationnée, une béquille rend l'appareil stable. En ce qui concerne le tarif de la course, il est de 1 € pour la mise en service de la trottinette, auquel s'ajoute 0,25 € par minute de trajet.

## Stratégie
En septembre 2020, Tier Mobility dit vouloir « étendre sa couverture dans les villes d'Europe ». Elle veut consolider son réseau énergétique avec l'installation de milliers de stations de recharge. Sa stratégie est de déployer rapidement de petites flottes de trottinettes (entre 600 et 700) dans un très grand nombre de villes.
La stratégie de la direction repose également sur des acquisitions tueuses lui permettant le rachat des entreprises concurrentes. À l'image du modèle Uber, Tier devient ainsi une plateforme multimodale avec des trottinettes et des scooters électriques.

## Controverses
En France, le choix par la ville de Paris de retenir Tier a été critiqué, notamment le dirigeant de Pony, une entreprise française qui était en concurrence pour l’appel d’offres. Le choix a engendré plusieurs réactions hostiles sur les réseaux sociaux. Le développement de ce marché depuis 2018 dans les grandes villes de France a en effet laissé des traces : ces appareils sont souvent associés à des mauvaises pratiques, avec des trottinettes mal garées par les utilisateurs, et qualifiés de mode de déplacement peu pertinent.